# Candelabrul din Paracas

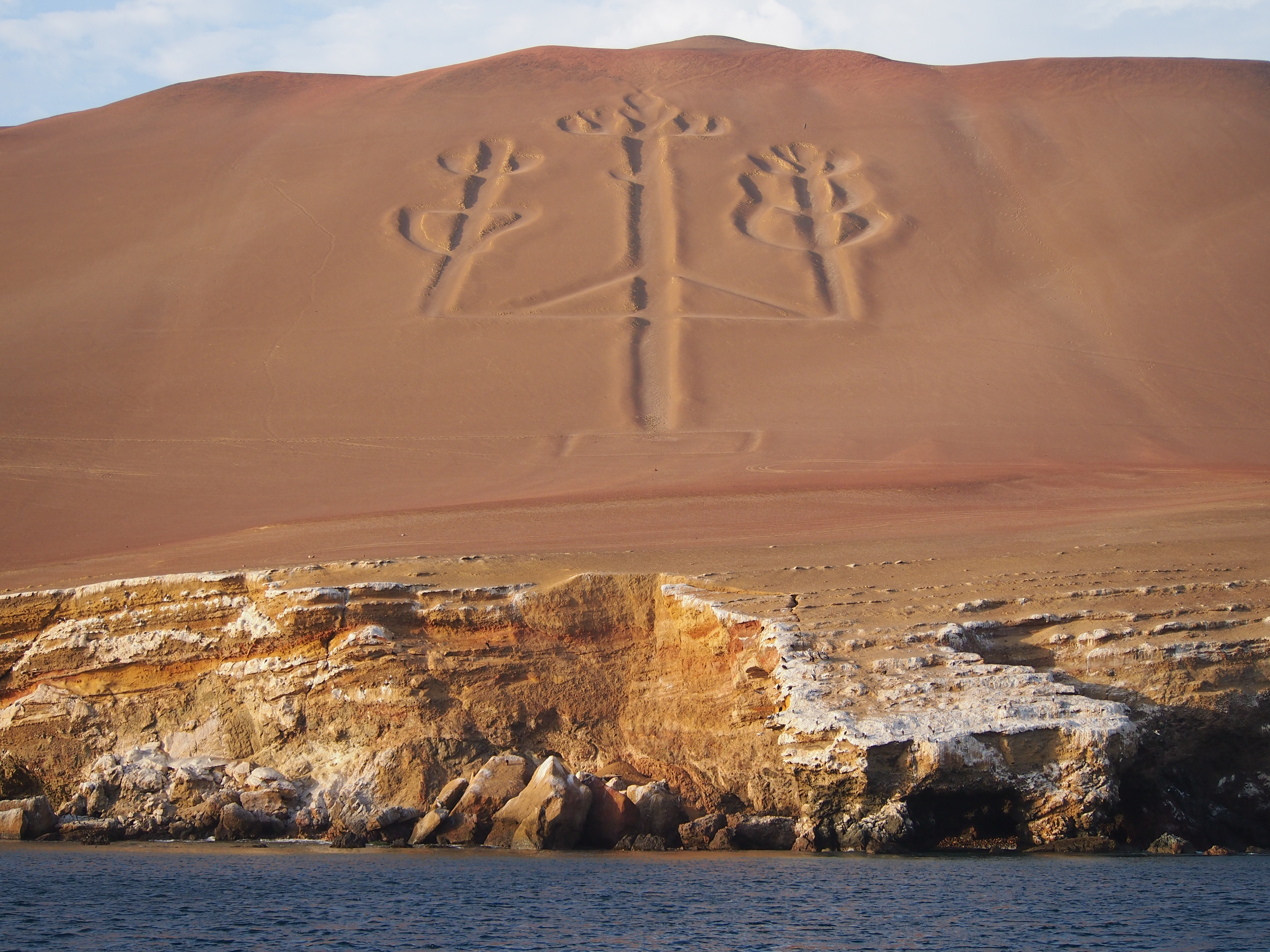
Candelabrul din Paracas

Candelabrul Paracas, numit și Candelabrul Anzilor, este o bine-cunoscută geoglifă preistorică de pe latura de nord a Peninsulei Paracas, în Golful Pisco din Peru. Ceramica găsită în apropiere a fost datată cu carbon ca provenind din anul 200 î.Hr., din perioada culturii Paracas. Modelul este săpat 60 cm în sol, având plasat în jurul lui pietre ce provin eventual de la o dată ulterioară. Figura are 180 de metri înălțime, fiind suficient de mare pentru a fi văzută de pe mare de la o distanță de 12 mile.
A fost lansată o varietate de mituri populare: unul îl atribuie lui José de San Martín; un altul sugerează că este un simbol masonic (vezi Francmasonerie); și încă un altul susține că a fost realizat de marinari ca un semn al țărmului apropiat pe care să-l poată vedea de pe mare.
Vizitatorii Candelabrului pot să vizualizeze situl sub supravegherea unui ghid competent și acreditat.

## Istoric
Deși vârsta exactă a geoglifei candelabru este necunoscută, arheologii au descoperit în jurul sitului ceramică ce datează din jurul anului 200 î.Hr. Această ceramică a aparținut probabil oamenilor din civilizația Paracas, deși nu se știe dacă aceștia au fost implicați în realizarea geoglifei. Motivul realizării geoglifei este de asemenea necunoscut, deși este cel mai probabil o reprezentare a tridentului, un paratrăsnet al zeului Viracocha, care a fost văzut în mitologia din America de Sud. S-a sugerat că acest candelabru a fost construit ca un semn pentru marinari sau chiar ca o reprezentare simbolică a unei plante halucinogene denumite ciumăfaie.